# Han Ye-seul
Dans ce nom coréen, le nom de famille, Kim, précède le nom personnel.
Han Ye-seul, ou Leslie Kim (Hangul: 한예슬) née le 18 septembre 1981 à Los Angeles, est une actrice sud-coréenne d'origine américaine,.

## Filmographie sélective

### Télévision
- 2005 : That Summer Typhoon
- 2006 : Couple or Trouble
- 2011 : Spy Myung-wol
- 2014 : Birth of a Beauty

### Doublage
- 2009 : Susan Murphy et Ginormica dans Monstres contre Aliens de Conrad Vernon[3].